# Tatort: Hochzeitsnacht
Hochzeitsnacht ist ein Fernsehfilm aus der Kriminalreihe Tatort der ARD und des ORF. Der Film wurde von Radio Bremen produziert und am 16. September 2012 im Programm Das Erste zum ersten Mal gesendet. Für Kriminalhauptkommissarin Inga Lürsen (Sabine Postel) ist es der 26. Fall, in dem sie ermittelt, und für Kriminalkommissar Stedefreund (Oliver Mommsen) der 21. Fall, den er zusammen mit Inga Lürsen zu lösen hat. Diese 843. Tatort-Folge führt das Ermittlerteam zu einer Dorfhochzeit, die unvermittelt zu einem Geiseldrama wird.

## Handlung
Inga Lürsen und Nils Stedefreund sind zu einer Hochzeitsfeier auf dem Land eingeladen. Zum Abend geht Stedefreund mit Paul Gassi. Ehe er sich versieht, läuft der Hund in den Wald, und er hat seine Mühe, ihn wiederzufinden. In der Zwischenzeit stürmen zwei bewaffnete und maskierte Männer in die feiernde Gesellschaft. Zunächst denken alle, dass die Braut nach alter Tradition entführt werden soll, aber schnell stellt sich heraus, dass die Männer es ernst meinen und sehr brutal vorgehen. Alle Gäste müssen sich auf den Boden legen und Schmuck, Geldbörsen und Handys abgeben. Lürsen ist entsetzt und überlegt, was sie tun kann. Schließlich ist sie Polizistin. So bietet sie den Geiselnehmern vermittelnd ihre Hilfe an, was diese auch nutzen. Als Schröder, der Vater des Bräutigams, aufsässig wird, sperren die Gangster ihn in einem Raum ein. Kurze Zeit später liegt er tot am Ende der Kellertreppe. Die Gangster leugnen, an seinem Tod schuld zu sein.
Einige der Hochzeitsgäste meinen, einen der Gangster zu kennen, und setzen ihm zu. Daraufhin nimmt er, Wolf Koschwitz, seine Maske ab und erklärt, er wolle den Mörder seiner Freundin Carola finden. Er ist sich sicher, dass jemand aus der Gesellschaft den Mord begangen hat, für den er verurteilt wurde und neun Jahre eingesperrt war. Um sich zu rehabilitieren und Klarheit über Carolas Tod zu bekommen, will er, dass der wahre Mörder sich nun meldet. Damit könnten dann alle Gäste gehen. Das Verhör gestaltet sich schwierig, da die gesamte Hochzeitsgesellschaft aus dem Dorf stammt und teilweise befreundet ist und zusammenhält. Möglicherweise hat jemand Schröder zum Schweigen gebracht, damit er den Mörder, den er wahrscheinlich kannte, nicht verrät.
Während die Hochzeitsgesellschaft unter Druck gesetzt wird und zunehmend panischer wird, ist Stedefreund immer noch auf der Suche nach Paul. Dabei rutscht er in einen Graben, wobei er zunächst mit seiner guten Anzughose hängenbleibt, bevor sie ihm ganz in das Gewässer entgleitet. Frierend und mit nackten Beinen jagt er weiter hinter Paul her. Zurück am Wagen, stellt er genervt fest, dass die Autoschlüssel in der Hose sind. Auf den zweiten Blick erst bemerkt er, dass mit der feiernden Gesellschaft etwas nicht stimmt. Ein Blick durch einen Spalt der mit Rollos geschlossenen Fenster macht ihm klar, dass es da jemand ernst meint. Er versucht per Handy Hilfe zu holen, hat aber kein Netz. Daraufhin sucht er nach dem nächsten Gehöft, um von dort aus zu telefonieren. Da er in der Unterhose vor der Hausbesitzerin steht, fällt es ihm schwer, sie zu überzeugen, dass er ein Polizist ist und Hilfe holen will. Doch als sie bemerkt, dass ihre Telefonleitung gestört ist, sind ihre Zweifel ausgeräumt. Mit einer Hose versorgt, rennt Stedefreund bis zur Straße, hält einen Wagen an und kann so endlich die Polizei alarmieren. Mit Hilfe von Scharfschützen belagert die Polizei die Gaststätte und eröffnet das Feuer. Die Täter fordern daraufhin Lösegeld, um Zeit zu gewinnen. Simon, dem nur an Beute gelegen ist, flüchtet heimlich durch einen unterirdischen Gang, wo ihn Stedefreund abfängt und außer Gefecht setzt. Wolf hingegen will weiterhin den wahren Täter überführen.
Bei dem nervenaufreibenden Verhörmarathon kommen Carolas Mutter, die auch unter den Hochzeitsgästen ist, so langsam Zweifel an der Schuld von Wolf Koschwitz. So kommt Stück für Stück die Wahrheit ans Licht. Rieke gesteht, mit Carola unter Drogeneinfluss einen Motorradunfall gehabt zu haben, doch überzeugt Wolf das nicht. Er ist sich sicher, dass Hans Strache, Riekes Vater, der Schuldige ist. Unter Todesangst gesteht dieser, dass Carola nach dem Unfall nicht tot war, sondern dass er, nachdem Rieke ihn zu Hilfe geholt hatte, Carola im Wasser ertränkt hat. Er hat diese Chance genutzt, da er Angst hatte, Carola könne verraten, dass er mit ihrer Hilfe illegal an eine Baugenehmigung gelangt war. Danach hat er sie im Wald abgelegt, alle Unfallspuren beseitigt und dafür mit Schröders Hilfe eine falsche Fährte gelegt, um von sich und Rieke abzulenken. Da Hans Strache befürchtete, dass Schröder einknickt, hat er ihn die Treppe heruntergestoßen.

## Hintergrund
Der Film wurde vom Radio Bremen und Degeto Film in Bremen, Weyhe-Melchiorshausen und der Umgebung von Bremen gedreht. Mit dieser Episode feierte der Bremer Tatort sein 15-jähriges Jubiläum.

## Rezeption

### Einschaltquoten
Die Erstausstrahlung von Hochzeitsnacht am 16. September 2012 wurde in Deutschland insgesamt von 8,95 Millionen Zuschauern gesehen und erreichte einen Marktanteil von 26,00 Prozent für Das Erste.

### Kritik
Die Kritiken sind überwiegend negativ, da es dem Krimi grundlegend an Spannung und Logik fehlt.
Rainer Tittelbach von tittelbach.tv schreibt: „Die Ausgangsidee ist gut, die Durchführung schwach. Buch & Regie kamen mit den Herausforderungen eines Massen-Kammerspiels nicht zurecht. Dramaturgisch stimmt wenig in diesem Jubiläums-‚Tatort‘ aus Bremen. ‚Hochzeitsnacht‘ ist weder spannend noch als Drama plausibel und beim Finale heißt es für den Zuschauer: Krimi-Fremdschämen!“
Dieter Hoß bei Stern.de urteilt: „Der Bremer ‚Tatort‘ zum 15-jährigen Jubiläum hätte ein Psychospiel werden können, blieb aber harmlos. […]  Trotz der klaustrophobischen Konstellation entsteht kein an den Nerven zerrendes Psychospiel, keine Intensität. Die Figuren bleiben schlicht zu holzschnittartig, ihre Konflikte aus der Vergangenheit zu oberflächlich.“
Holger Gertz von der Süddeutschen.de meint: „Der ‚Tatort‘ beschreibt leise und manchmal lakonisch ein Milieu, aber er möchte auch ein bedrohliches Kammerspiel sein, er sucht die Mitte zwischen Detlev Buck und Michael Haneke, aber er findet sie nicht. Kommissarin Lürsen behält den für Nordlichter so typischen klaren Kopf, während die Gangster nervös werden, die Beziehungen der Geiseln untereinander sich vergiften. Knarren lauern an Schläfen, Eiskübel fliegen, Blut fließt. Allerdings, Spannung bleibt nur ein Wort. Man fühlt sie nicht.“
T-online.de bewertet ernüchternd: „Komplette Katastrophe. Anders kann man die Inszenierung des […] Bremer ‚Tatorts: Hochzeitsnacht‘ nicht bezeichnen. Dieser Krimi hatte in Sachen Dramatik, Nervenkitzel oder ausgeklügelter Polizeiarbeit rein gar nichts zu bieten. Mühsam und angestrengt zog er sich spannungsfrei dahin und noch nicht einmal das wiederholte Abtauchen ins Slapstickhafte erhöhte den Unterhaltungswert der Geschichte.“
Jakob Biazza bei Focus online sieht das Ganze nicht sehr positiv und meint, dass der ganze Tatort „furchtbar konstruiert wirkt[e], weil die Charaktere schrecklich oberflächlich bl[ie]ben und die Geschichte damit durchweg unglaubwürdig ger[ie]t.“
Die Kritiker der Fernsehzeitschrift TV Spielfilm beurteilen diesem Tatort etwas positiver: „Leicht grotesk, aber schnell und spannend.“